# فريدريك لووه
فريدريك لووه (بالألمانية: Frederick Loewe؛ بالإنجليزية: Frederick Loewe) هو كاتب أغاني وعازف بيانو وملحن أمريكي ونمساوي، ولد في 10 يونيو 1901 في برلين في ألمانيا، وتوفي في 14 فبراير 1988 في بالم سبرينغس في الولايات المتحدة.

## وصلات خارجية
- الموقع الرسمي
- فريدريك لووه على موقع IMDb (الإنجليزية)
- فريدريك لووه على موقع الموسوعة البريطانية (الإنجليزية)
- فريدريك لووه على موقع مونزينجر (الألمانية)
- فريدريك لووه على موقع ميوزك برينز (الإنجليزية)
- فريدريك لووه على موقع تيرنر كلاسيك موفيز (الإنجليزية)
- فريدريك لووه على موقع أول موفي (الإنجليزية)
- فريدريك لووه على موقع قاعدة بيانات برودواي على الإنترنت (الإنجليزية)
- فريدريك لووه على موقع إن إن دي بي (الإنجليزية)
- فريدريك لووه على موقع ديسكوغز (الإنجليزية)
- فريدريك لووه على موقع قاعدة بيانات الفيلم (الإنجليزية)